# Helius nawaianus
Helius nawaianus är en tvåvingeart som beskrevs av Alexander 1929. Helius nawaianus ingår i släktet Helius och familjen småharkrankar. Inga underarter finns listade i Catalogue of Life.